# 魔王的女兒們
《魔王的女兒們》是由日本Studio e.go!公司於2004年4月23日發售的養成類型成人遊戲。

## 系統
遊戲中ティナ和ジェム隨著故事進展分成三個成長時期，玩家在每一周能對她們下達數個養成指令來改變各種能力數值，最後依養成能力數值和劇情選項進入故事結局。

## 故事
魔王アモン在率領魔王軍征服世界後，但卻對於現在的生活感到無聊的時候，女骑士セレン獨自闖入魔王城與アモン展開談判。此時セレン提供可以讓他不會感到無聊的生活，アモン在接受後便解散軍隊與部下チルル來到她家開始幫忙照顧兩位女孩ティナ和ジェム。

## 角色
（聲優：後野祭）
本作的男主角。原本是令人們恐慌魔王，被セレン說服後代替她照顧ティナ和ジェム，後來由於擔心而變身成同學「ジギー」接近她們。

アモン所照顧的女孤兒，魔族和人類的混血兒。原本是被教會的牧師收養，牧師過世後就被セレン收養。
（聲優：金田まひる）
アモン所照顧的另一位魔族女孤兒。原本是被騎士ジグラッド收養，後來他戰死於魔王軍後就被セレン收養。
（聲優：海原エレナ）
服侍アモン的女惡魔，擅長做家事並且幫忙照顧ティナ和ジェム。
（聲優：須本綾奈）
王宫親衛骑士隊的女隊長，ティナ和ジェム的養母，平時住在骑士團宿舍等有空閒時才會回家。由於使用秘術「ハイパーブースト」導致縮短壽命。

## 主題曲
遊戲的片頭曲和片尾曲是，由Angel Note負責作曲和編曲，作詞和主唱是由中山マミ擔任。

## 外部連結
- Studio e.go! （页面存档备份，存于）（日語）
- 官方網站（日語）